# Paisius Velichkovsky
Paisius Velichkovsky ou Wieliczkowski (Paisie de la Neamţ em romeno; Паисий Величковский em russo; Паїсій Величковський em ucraniano; 20 de Dezembro de 1722 - 15 de Novembro de 1794) foi um monge e teólogo ortodoxo oriental que ajudou a disseminar o conceito de sénior espiritual no mundo eslavo. Ele é uma figura central na história da Igreja Ortodoxa.

## Veneração
São Paisius é venerado pela sua santidade pessoal e pelo seu renascimento da espiritualidade na Roménia e na Rússia, que haviam sofrido religiosamente com as reformas de Pedro I e Catarina II. Ele trouxe de volta o antigo ensinamento sobre a Oração de Jesus, um ensinamento quase esquecido na Rússia.
O Centro Espiritual e Cultural na Igreja da Dormição foi baptizada em honra a São Paisius.
Na abertura do Centro a 27 de Novembro de 2008, o Patriarca de Kiev e de Toda a Rus-Ucrânia declarou: "A importância da vida de Velichkovsky não está apenas em que ele orou por nós pecadores, mas também em que ele nos mostrou o caminho que cada cristão deve seguir.” O Patriarca Filaret disse que a “Doutrina de Paisius Velichkovsky é importante porque mostrou o caminho para a vida eterna e deu um exemplo de como viver na terra. Isso não significa que todos devem ir a um mosteiro, mas significa que todos devem pensar no bem, na santidade e na pureza de coração."
Em homenagem à memória do nativo de Poltava, São Paisius Velichkovsky, a Eparquia de Poltava da UOC-KP estabeleceu um prémio a ser concedido a pessoas que contribuem para o renascimento da vida espiritual em Poltava, trabalhando activamente no sector público, ciência, arte e Cultura.